# برم گاومیشی سه
برم گاومیشی سه، روستایی از توابع بخش مرکزی شهرستان هفتکل در استان خوزستان ایران است.

## جمعیت
این روستا در دهستان هفتکل قرار دارد و براساس سرشماری مرکز آمار ایران در سال ۱۳۸۵، جمعیت آن ۱٬۱۲۶ نفر (۲۲۶خانوار) بوده‌است.